# Joux-la-Ville
Joux-la-Ville è un comune francese di 1 221 abitanti situato nel dipartimento della Yonne nella regione della Borgogna-Franca Contea.

## Società

### Evoluzione demografica
Abitanti censiti